# Sidney Rittenberg
Sidney Rittenberg, född 14 augusti 1921 i Charleston, South Carolina, död 24 augusti 2019 i Scottsdale, Arizona, var en amerikansk journalist, översättare, politisk aktivist och affärsman som var bosatt i Kina åren 1944 till 1979.
Under det kinesiska inbördeskriget arbetade han en period nära med ledare som Mao Zedong, Zhu De och Zhou Enlai i deras basområde i Yan'an. Han var en av de första amerikanerna som tilläts gå med i Kinas kommunistiska parti, men fängslades två omgångar och satt sammanlagt 16 år i fängelse i Kina.
Tack vare sina försänkningar i det kinesiska ledarskapet har han arbetat som konsult för olika internationella koncerner som Intel, Levi Strauss, Microsoft, Hughes Aircraft och Teledesic.
Rittenberg är huvudperson i dokumentären The Revolutionary.